# Campoplex hadrocerus
Campoplex hadrocerus är en stekelart som först beskrevs av Thomson 1887.  Campoplex hadrocerus ingår i släktet Campoplex och familjen brokparasitsteklar. Inga underarter finns listade.